# Shockoe Hill Cemetery
Shockoe Hill Cemetery è un cimitero situato a Shockoe Hill nella città di Richmond, stato della Virginia.

## Storia
Fondato nel 1820, la prima sepoltura avvenne nel 1822, il cimitero venne poi ampliato più volte successivamente nel 1833, 1850 e 1870. 

## Sepolture famose
Fra i vari personaggi sepolti si ricorda:
- John Marshall, quarto presidente della Corte Suprema degli Stati Uniti
- John Wickham,
- Peter Francisco, patriota statunitense
- Elizabeth Van Lew,
- William H. Cabell, governatore della Virginia
- John M. Patton, governatore della Virginia